# Sundasciurus lowii
Sundasciurus lowii es una especie de roedor de la familia Sciuridae, conocida con el nombre de ardilla baja.

## Distribución geográfica
Se encuentran en la península de Malaca, Sumatra, Borneo y algunas otras islas menores de la zona (Indonesia, Brunéi, Malasia y Tailandia peninsular).

## Estilo de vida
La ardilla baja es diurna y se encuentra comúnmente en la mañana temprano y por la tarde. Se alimenta principalmente de corteza, frutos, los hongos y los insectos.  Se construye nidos de fibras de plantas y hojas adentro de los huecos de árboles, en tocones o en el suelo. Las hembras tienen camadas de dos a tres crías. Su principal depredador es el gato leopardo.